# Remando nel vento
Remando nel vento (Remando al viento) è un film del 1988 diretto da Gonzalo Suárez.